# Danmarks Borgcenter
Danmarks Borgcenter er et historisk museum i Vordingborg, som indsamler og formidler viden om Danmarks ca. 2000 borge og voldsteder. Centret ligger midt i landets største rigsborgruin, Vordingborg Slot.
Museet fokuserer på borge, konger og magt, og viser skiftende udstillinger med disse emner i fokus. 

## Lokation
Danmarks Borgcenter er fysisk placeret på borgterrænet fra Vordingborg Slot. Museet ligger i to gamle bindingsværksbygninger, det ene et 1700-tals-hus, der som del af de såkaldte Ahlefeldts logementer havde dannet afslutning på Prins Jørgens Palæ, det andet et hus fra 1800-tallet. Centret erstattede ved oprettelsen i 2006 det tidligere lokalhistoriske museum Sydsjællands Museum, som fra stiftelsen i 1915 hørte til i samme bygninger.
Den indendørs udstilling er i kælderniveau i en ny stor bygning, der er blevet opført til formålet, nedgravet ved siden af de gamle bygninger, for ikke at skæmme landskabet. Indgang og cafe befinder sig i bindingsværksbygningen.

## Historie
Museet åbnede officielt d. 11. april 2014, hvor man bl.a. havde udstillet Jyske Lov og Hans Talhoffers fægtemanual, som begge var udlånt af Det Kongelige Bibliotek.
I foråret 2016 fyrede Museum Sydøstdanmark, som borgcentret er en del af, 7 ud af 22 arkæologer i forbindelse med en sparerunde. Blandt de fyrede arkæologer var den danske borgforsker Dorthe Wille-Jørgensen, der siden 1993 havde gravet på Vordingborg og forsket i borgens historie. Hun havde ligeledes udgivet bogen Kongens Borg - 123 års arkæologi på Vordingborg.
I april 2017 åbnede Borgcentret en særudstilling med en lang række fund fra Hedeby, som tidligere har været udstillet på Vikingemuseum Hedeby,

Den 28. august 2017 brødt to tyve ind i tre udstillingsmontre, hvor de bl.a. stjal en kopi af et unikt guldsmykke, der var udlånt fra Stralsund Museum i Tyskland kaldet Hiddensee-smykket, samt nogle forme til at fremstillet guldsmykker i.
De to mænd flygtede over Storstrømsbroen mod Falster, hvor de blev holdt tilbage af en mejetærsker, der kørte over broen og spærrede begge spor. Politiet fangede dem.

## Udstilling
Udstillingen på museet fordeler sig på en indendørs udstilling, en udendørs udstilling i to opstillede containere og en plancheudstiling i Gåsetårnet. De to containere indeholder  mindre udstillinger om arkæologi på borgen, og i Gåsetårnet fortælles om borgens og især tårnets historie. Ved køb af billet til museet får man en audioguide, som man kan lytte til på sin egen telefon. Den fortæller om den aktuelle udstilling i udstillingshuset og byder også ind til en gåtur på ruinerne med fortællinger om alle de bygninger, Vordingborg Slot bestod af.